# Jan I. z Rožmberka

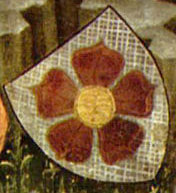
Rožmberský erb (výřez z obrazu Mistra vyšebrodského oltáře

Jan I. z Rožmberka († 1. září 1389) byl pátým a nejmladším synem Petra z Rožmberka a Kateřiny z Vartemberka. (Rožmberkové jsou jednou z pěti větví rozrodu Vítkovců). Jan se společně s matkou a svými bratry podílel na založení českokrumlovského minoritského kláštera, třeboňského kláštera augustiniánů a poustevny eremitů řádu sv. Pavla v Přední Výtoni.

## Život
Manželství s Eliškou z Halsu bylo pravděpodobně bez potomků, většinu života prožili manželé v Třeboni a také na Helfenburku. Po rozdělení rožmberského majetku zůstal v majetkovém nedílu s bratrem Petrem. Během let 1381-1382 společně s bratry a Jindřichem z Hradce pomohli svým hornorakouským příbuzným pánům ze Schaumberga v jejich revoltě proti rakouskému vévodovi Albrechtovi III. Zemřel 1. září 1389 pravděpodobně v Třeboni a je pohřben v presbytáři kostela sv. Jiljí v Třeboni.